# Осмийдихром
Осмийдихром — бинарное неорганическое соединение
осмия и хрома
с формулой OsCr2,
кристаллы.

## Получение
- Сплавление стехиометрических количеств чистых веществ:

{\displaystyle {\mathsf {Os+2Cr\ {\xrightarrow {1673^{o}C}}\ OsCr_{2}}}}

## Физические свойства
Осмийдихром образует кристаллы
тетрагональной сингонии,
пространственная группа P 42/mnm,
параметры ячейки a = 0,90500 нм, c = 0,46900 нм, Z = 10,
структура типа железохрома CrFe.
Соединение образуется по перитектической реакции при температуре 1673 °С
и имеет большую область гомогенности 30÷35 ат.% осмия.
При температуре ниже 975 °С соединение находится в метастабильном состоянии.